# Daniel Johnson senior

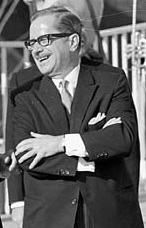
Daniel Johnson, Sr. (1967)

Daniel Johnson, Sr. (* 9. April 1915 in Danville, Québec; † 26. September 1968 am Manic 5-Staudamm (heute: Daniel Johnson-Staudamm) bei Baie-Comeau, Manicouagan, Québec) war ein kanadischer Politiker der Union nationale (UN), der unter anderem zwischen 1961 und 1968 Parteivorsitzender sowie zwischen 1966 und 1968 Premierminister von Québec war. Seine beiden Söhne Daniel Johnson, Jr. und Pierre Marc Johnson haben ebenfalls das Amt des Premierministers von Québec bekleidet.

## Leben
Daniel Johnson, Sr. war ein Sohn des Tagelöhners Francis Johnson und dessen Ehefrau Marie-Adéline Daniel und ein älterer Bruder des Rechtsanwalts und Politikers Maurice Johnson (1929–2020), der von 1958 bis 1962 Mitglied des Unterhauses von Kanada war. Er selbst begann nach dem Besuch der Danville Parish School und des Séminaire Saint-Hyacinthe ein Studium der Rechtswissenschaften an der Universität Montreal und absolvierte sein Referendariat in der Anwaltskanzlei von Henri Crépeau. Während seines Studiums war er Mitarbeiter der Studentenzeitungen „Le Quartier Latin“ und „La Patrie“. Am 20. Juli 1940 erhielt er seine anwaltliche Zulassung für die Provinz Québec und arbeitete in der Folgezeit in Montreal als Rechtsanwalt in den Kanzleien „Whitelaw“ (1940), „Sullivan“ (1941 bis 1942), „Piper, Nantel & Tormey“ (1942 bis 1943), „Jonathan Robinson“ (1943 bis 1944), „Robinson & Wilson“ (1944 bis 1946) und „Johnson und Tormey“ (1946). Daneben war er Rechtsberater des Zentralrats der „Confederation of Catholic Workers of Canada“ sowie Direktor und Präsident mehrerer Unternehmen.
Nach dem Tode des bisherigen Abgeordneten Cyrille Dumaine am 11. Oktober 1946 wurde Johnson für die Union nationale (UN) bei der erforderlichen Nachwahl am 18. Dezember 1946 im Wahlkreis „Bagot“ erstmals zum Mitglied der Nationalversammlung von Québec gewählt und gehörte dieser nach seinen Wiederwahlen am 28. Juli 1948, 16. Juli 1952, 20. Juni 1956, 22. Juni 1960, 14. November 1962 und 5. Juni 1966 bis zu seinem Tode am 26. September 1968. Er war vom 1. Januar bis zum 15. Dezember 1955 Parlamentarischer Assistent des Premierministers und Präsidenten des Exekutivrates Maurice Duplessis und danach zwischen dem 15. Dezember 1955 und dem 30. April 1958 als stellvertretender Sprecher der Nationalversammlung Vizepräsident des Parlaments.
Am 30. April 1958 übernahm Johnson erstmals ein Ministeramt und fungierte in den Kabinetten der Premierminister (30. April 1958 bis 7. September 1959), Paul Sauvé (11. September 1959 bis 2. Januar 1960) und Antonio Barrette (8. Januar 1960 bis 5. Juli 1960) als Minister für Wasserressourcen. Nach den kommissarischen Amtszeiten von Antonio Barrette (1960), Yves Prévost (1960 bis 1961) und Antonio Talbot (1961) als Vorsitzende der Union nationale, wurde Johnson am 23. September 1961 zum neuen Vorsitzenden der UN gewählt und setzte sich dabei gegen den früheren Minister Jean-Jacques Bertrand durch. Als Parteivorsitzender fungierte er zwischen 1961 und 1966 zugleich als Oppositionsführer in der Nationalversammlung.

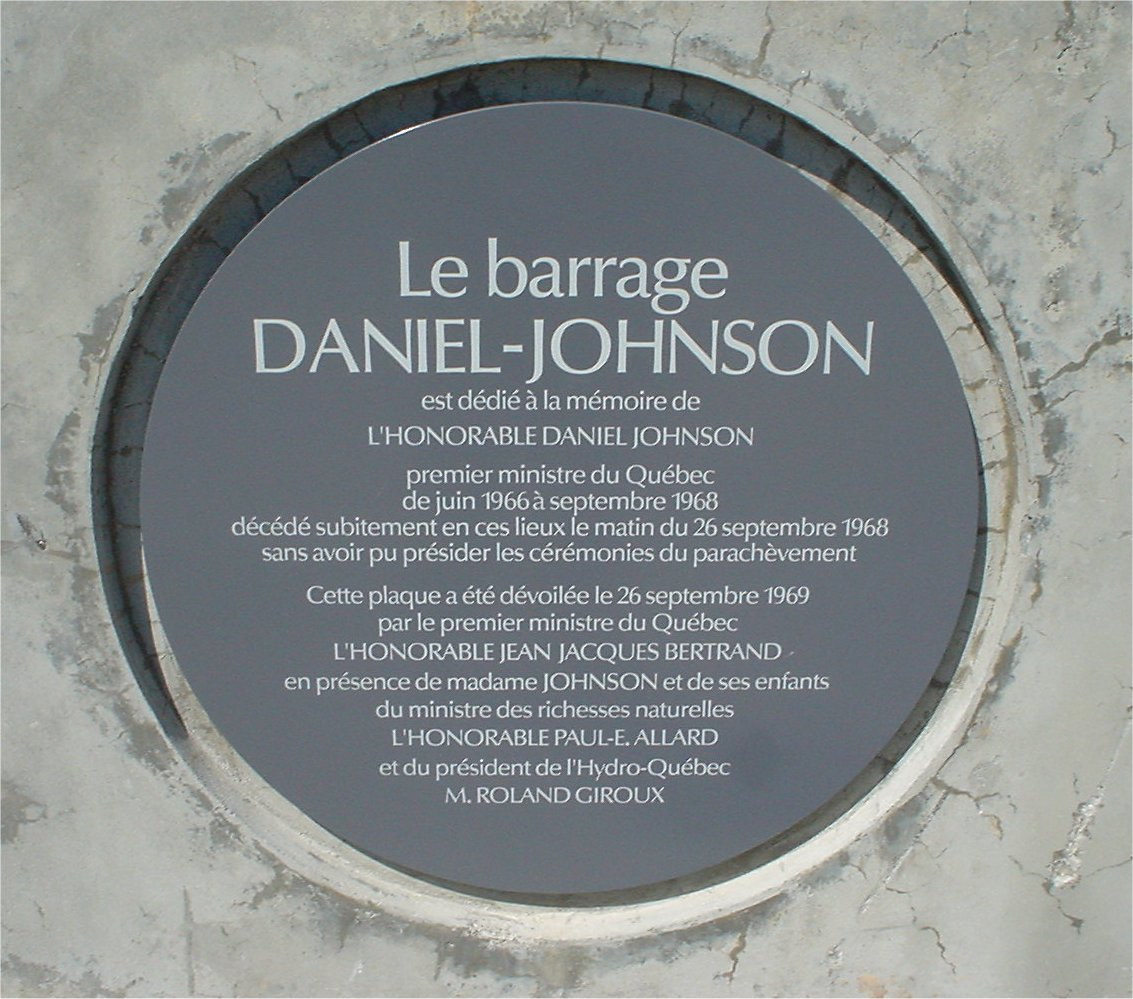
Gedenktafel am Manic 5-Staudamms (heute: Daniel Johnson-Staudamm)bei Baie-Comeau.

Nach dem Sieg bei der Wahl am 5. Juni 1966, bei der die Union nationale 56 der 108 Sitze in der Nationalversammlung gewann, wurde Daniel Johnson, Sr. am 16. Juni 1966 neuer Premierminister von Québec und als Präsident des Exekutivrates und löste damit Jean Lesage von der Parti libéral du Québec ab. In seinem Kabinett übernahm er zugleich zwischen dem 16. Juni 1966 und dem 31. Oktober 1967 den Posten als Minister für natürliche Ressourcen, vom 16. Juni 1966 bis zum 26. April 1967 als Minister für Bundes- und Provinzangelegenheiten sowie des Weiteren zwischen dem 26. April 1967 und dem 26. September 1968 als Minister für zwischenstaatliche Angelegenheiten. Er erhielt 1967 die Ehrendoktorwürde in Rechtswissenschaften von der Queen’s University und der McGill University sowie 1968 von der Universität Montreal und der Université de Sherbrooke. Das Amt als Premierminister bekleidete er bis zum 26. September 1968, als er am Manic 5-Staudamm bei Baie-Comeau nach Juli 1968 einen neuerlichen Herzinfarkt erlitten hatte. Nach seinem Tode wurde er auf dem Friedhof Saint-Pie beigesetzt. Ihm zu Ehren wurde der Manic 5-Staudamm in Daniel Johnson-Staudamm umbenannt. Neuer Premierminister und Parteivorsitzender wurde daraufhin am 2. Oktober 1968 Jean-Jacques Bertrand.
Aus seiner am 2. Oktober 1943 in der Pfarrei Notre-Dame-de-Grâce in Montreal geschlossenen Ehe mit Reine Gagné, Tochter des Rechtsanwalts Horace-J. Gagné und dessen Ehefrau Lauretta Demers gingen vier Kinder hervor, darunter die Politiker Daniel Johnson, Jr. (* 1944) und Pierre Marc Johnson (* 1946), die beide ebenfalls das Amt des Premierministers von Québec bekleidet hatten.

## Veröffentlichungen
- Index to Supreme Court Cases 1923–1950, Mitautor Réginald D. Tormey, 1951
- Égalité ou indépendance, 1965
- The government of Québec and the constitution, 1968